# Élections législatives de 1877 en Gironde
Les élections législatives de 1877 ont eu lieu le 14 octobre 1877.

## Députés élus
|    | Circonscription | Député sortant        |  | Groupe parlementaire | Député élu                |  | Groupe parlementaire |
| -- | --------------- | --------------------- |  | -------------------- | ------------------------- |  | -------------------- |
| 1  | Bazas           | Jérôme David          |  | Appel au peuple      | Jérôme David              |  | Appel au peuple      |
| 2  | Blaye           | Ernest Dréolle        |  | Appel au peuple      | Ernest Dréolle            |  | Appel au peuple      |
| 3  | Bordeaux 1e     | Léon Gambetta         |  | Union républicaine   | Alexandre-Étienne Simiot  |  | Extrême gauche       |
| 4  | Bordeaux 2e     | Pierre Sansas         |  | Gauche républicaine  | Louis Mie                 |  | Extrême gauche       |
| 5  | Bordeaux 3e     | Bernard Dupouy        |  | Union républicaine   | Bernard Dupouy            |  | Union républicaine   |
| 6  | Bordeaux 4e     | Henri de Lur-Saluces  |  | Gauche républicaine  | Henri de Lur-Saluces      |  | Gauche républicaine  |
| 7  | La Réole        | Robert Mitchell       |  | Appel au peuple      | Robert Mitchell           |  | Appel au peuple      |
| 8  | Lesparre        | Pierre Clauzet        |  | Appel au peuple      | Louis Grossin de Bouville |  | Appel au peuple      |
| 9  | Libourne 1e     | Bernard Roudier       |  | Union républicaine   | Bernard Roudier           |  | Union républicaine   |
| 10 | Libourne 2e     | Jean-Baptiste Lalanne |  | Gauche républicaine  | Jean-Baptiste Lalanne     |  | Gauche républicaine  |

## Résultats à l'échelle du département
| Partis         | Partis                                      | Premier tour | Premier tour | Sièges |
| Partis         | Partis                                      | Voix         | %            | Sièges |
| -------------- | ------------------------------------------- | ------------ | ------------ | ------ |
|                | Bonapartistes                               | 47 724       | 29,93        | 4      |
|                | Gauche républicaine, Républicains modérés   | 36 202       | 22,70        | 2      |
|                | Extrême-gauche, Républicains intransigeants | 26 794       | 16,80        | 2      |
|                | Union républicaine, Républicains radicaux   | 22 187       | 13,91        | 2      |
|                | Orléanistes                                 | 10 462       | 6,56         | 0      |
|                | Légitimistes                                | 6 915        | 4,34         | 0      |
|                | Républicains conservateurs                  | 6 044        | 3,79         | 0      |
|                | Divers                                      | 3 081        | 1,93         | 0      |
|                |                                             |              |              |        |
| Inscrits       | Inscrits                                    | 206 404      | 100,00       | 10     |
| Votants        | Votants                                     | 160 384      | 77,70        |        |
| Abstentions    | Abstentions                                 | 46 020       | 22,30        |        |
| Blancs et nuls | Blancs et nuls                              | 922          | 0,57         |        |
| Exprimés       | Exprimés                                    | 159 462      | 99,43        |        |

## Résultats par arrondissement

### Arrondissement de Bazas
| Candidat       | Candidat       | Étiquette                  | Premier tour | Premier tour |
| Candidat       | Candidat       | Étiquette                  | Voix         | %            |
| -------------- | -------------- | -------------------------- | ------------ | ------------ |
|                | Jérôme David   | Bonapartiste               | 7 404        | 54,88        |
|                | Adrien Léon    | Républicains conservateurs | 6 044        | 44,80        |
|                | Divers         |                            | 43           | 0,32         |
|                |                |                            |              |              |
| Inscrits       | Inscrits       | Inscrits                   | 16 581       | 100,00       |
| Votants        | Votants        | Votants                    | 13 539       | 81,65        |
| Abstention     | Abstention     | Abstention                 | 3 042        | 18,35        |
| Blancs et nuls | Blancs et nuls | Blancs et nuls             | 48           | 0,35         |
| Exprimés       | Exprimés       | Exprimés                   | 13 491       | 99,65        |

L'élection est invalidée par la Chambre le 1er juin 1878. Une élection partielle a lieu.

### Arrondissement de Blaye
| Candidat       | Candidat       | Étiquette      | Premier tour | Premier tour |
| Candidat       | Candidat       | Étiquette      | Voix         | %            |
| -------------- | -------------- | -------------- | ------------ | ------------ |
|                | Ernest Dréolle | Bonapartiste   | 8 844        | 66,67        |
|                | Eugène Marchal | Républicain    | 4 385        | 33,05        |
|                | Divers         |                | 38           | 0,29         |
|                |                |                |              |              |
| Inscrits       | Inscrits       | Inscrits       | 18 087       | 100,00       |
| Votants        | Votants        | Votants        | 13 374       | 73,94        |
| Abstention     | Abstention     | Abstention     | 4 713        | 26,06        |
| Blancs et nuls | Blancs et nuls | Blancs et nuls | 107          | 0,80         |
| Exprimés       | Exprimés       | Exprimés       | 13 267       | 99,20        |

### Arrondissement de Bordeaux

#### 1recirconscription
| Candidats      | Candidats                | Étiquette      | Premier tour | Premier tour |
| Candidats      | Candidats                | Étiquette      | Voix         | %            |
| -------------- | ------------------------ | -------------- | ------------ | ------------ |
|                | Alexandre-Étienne Simiot | Extrême-gauche | 13 214       | 87,50        |
|                | Divers                   |                | 1 887        | 12,50        |
|                |                          |                |              |              |
| Inscrits       | Inscrits                 | Inscrits       | 24 141       | 100,00       |
| Votants        | Votants                  | Votants        | 15 292       | 63,34        |
| Abstention     | Abstention               | Abstention     | 8 849        | 36,66        |
| Blancs et nuls | Blancs et nuls           | Blancs et nuls | 191          | 1,25         |
| Exprimés       | Exprimés                 | Exprimés       | 15 101       | 98,75        |

#### 2ecirconscription
| Candidats      | Candidats      | Étiquette      | Premier tour | Premier tour |
| Candidats      | Candidats      | Étiquette      | Voix         | %            |
| -------------- | -------------- | -------------- | ------------ | ------------ |
|                | Louis Mie      | Extrême-gauche | 13 580       | 80,64        |
|                | Paul Tandonnet | Orléaniste     | 3 241        | 19,25        |
|                | Divers         |                | 19           | 0,11         |
|                |                |                |              |              |
| Inscrits       | Inscrits       | Inscrits       | 24 544       | 100,00       |
| Votants        | Votants        | Votants        | 16 909       | 68,89        |
| Abstention     | Abstention     | Abstention     | 7 635        | 31,11        |
| Blancs et nuls | Blancs et nuls | Blancs et nuls | 69           | 0,41         |
| Exprimés       | Exprimés       | Exprimés       | 16 840       | 99,59        |

#### 3ecirconscription
| Candidats      | Candidats      | Étiquette          | Premier tour | Premier tour |
| Candidats      | Candidats      | Étiquette          | Voix         | %            |
| -------------- | -------------- | ------------------ | ------------ | ------------ |
|                | Bernard Dupouy | Union républicaine | 14 006       | 63,19        |
|                | Pastoureau     | Bonapartiste       | 7 234        | 32,55        |
|                | Divers         |                    | 985          | 4,43         |
|                |                |                    |              |              |
| Inscrits       | Inscrits       | Inscrits           | 27 259       | 100,00       |
| Votants        | Votants        | Votants            | 22 337       | 81,94        |
| Abstention     | Abstention     | Abstention         | 4 922        | 18,06        |
| Blancs et nuls | Blancs et nuls | Blancs et nuls     | 69           | 0,31         |
| Exprimés       | Exprimés       | Exprimés           | 22 225       | 99,69        |

#### 4ecirconscription
| Candidats      | Candidats                | Étiquette           | Premier tour | Premier tour |
| Candidats      | Candidats                | Étiquette           | Voix         | %            |
| -------------- | ------------------------ | ------------------- | ------------ | ------------ |
|                | Henri de Lur-Saluces     | Gauche républicaine | 12 519       | 54,47        |
|                | Joseph de Carayon-Latour | Légitimiste         | 6 915        | 30,08        |
|                | Guzman Gras-Cadet        | Bonapartiste diss.  | 3 551        | 15,45        |
|                |                          |                     |              |              |
| Inscrits       | Inscrits                 | Inscrits            | 28 454       | 100,00       |
| Votants        | Votants                  | Votants             | 23 105       | 81,20        |
| Abstention     | Abstention               | Abstention          | 5 349        | 18,80        |
| Blancs et nuls | Blancs et nuls           | Blancs et nuls      | 120          | 0,52         |
| Exprimés       | Exprimés                 | Exprimés            | 22 985       | 99,48        |

### Arrondissement de La Réole
| Candidats      | Candidats                 | Étiquette      | Premier tour, | Premier tour, |
| Candidats      | Candidats                 | Étiquette      | Voix          | %             |
| -------------- | ------------------------- | -------------- | ------------- | ------------- |
|                | Robert Mitchell           | Bonapartiste   | 7 962         | 54,98         |
|                | Charles François Dumoulin | Républicain    | 6 771         | 45,91         |
|                | Divers                    |                | 17            | 0,12          |
|                |                           |                |               |               |
| Inscrits       | Inscrits                  | Inscrits       | 17 177        | 100,00        |
| Votants        | Votants                   | Votants        | 14 838        | 86,38         |
| Abstention     | Abstention                | Abstention     | 2 339         | 13,62         |
| Blancs et nuls | Blancs et nuls            | Blancs et nuls | 88            | 0,59          |
| Exprimés       | Exprimés                  | Exprimés       | 14 750        | 99,41         |

### Arrondissement de Lesparre
| Candidats      | Candidats                 | Étiquette          | Premier tour | Premier tour |
| Candidats      | Candidats                 | Étiquette          | Voix         | %            |
| -------------- | ------------------------- | ------------------ | ------------ | ------------ |
|                | Louis Grossin de Bouville | Bonapartiste       | 5 796        | 54,49        |
|                | Ludovic Trarieux          | Républicain modéré | 4 823        | 45,35        |
|                | Divers                    |                    | 17           | 0,16         |
|                |                           |                    |              |              |
| Inscrits       | Inscrits                  | Inscrits           | 13 955       | 100,00       |
| Votants        | Votants                   | Votants            | 10 705       | 76,71        |
| Abstention     | Abstention                | Abstention         | 3 250        | 23,29        |
| Blancs et nuls | Blancs et nuls            | Blancs et nuls     | 69           | 0,64         |
| Exprimés       | Exprimés                  | Exprimés           | 10 636       | 99,36        |

### Arrondissement de Libourne

#### 1recirconscription
| Candidats      | Candidats       | Étiquette          | Premier tour | Premier tour |
| Candidats      | Candidats       | Étiquette          | Voix         | %            |
| -------------- | --------------- | ------------------ | ------------ | ------------ |
|                | Bernard Roudier | Union républicaine | 8 181        | 54,01        |
|                | Ernest Pascal   | Bonapartiste       | 6 933        | 45,77        |
|                | Divers          |                    | 34           | 0,22         |
|                |                 |                    |              |              |
| Inscrits       | Inscrits        | Inscrits           | 17 576       | 100,00       |
| Votants        | Votants         | Votants            | 15 216       | 86,57        |
| Abstention     | Abstention      | Abstention         | 2 360        | 13,43        |
| Blancs et nuls | Blancs et nuls  | Blancs et nuls     | 68           | 0,45         |
| Exprimés       | Exprimés        | Exprimés           | 15 148       | 99,55        |

#### 2ecirconscription
| Candidats      | Candidats             | Étiquette           | Premier tour | Premier tour |
| Candidats      | Candidats             | Étiquette           | Voix         | %            |
| -------------- | --------------------- | ------------------- | ------------ | ------------ |
|                | Jean-Baptiste Lalanne | Gauche républicaine | 7 704        | 51,44        |
|                | Louis Decazes         | Orléaniste          | 7 221        | 48,22        |
|                | Divers                |                     | 41           | 0,27         |
|                |                       |                     |              |              |
| Inscrits       | Inscrits              | Inscrits            | 18 630       | 100,00       |
| Votants        | Votants               | Votants             | 15 069       | 80,89        |
| Abstention     | Abstention            | Abstention          | 3 561        | 19,11        |
| Blancs et nuls | Blancs et nuls        | Blancs et nuls      | 93           | 0,62         |
| Exprimés       | Exprimés              | Exprimés            | 14 976       | 99,38        |